# Metal Adventures
Metal Adventures est un jeu de rôle de space opera français créé et écrit par Arnaud Cuidet et édité par les Éditions du Matagot (première édition de 2009 à 2014) puis Open Sesame Games (édition augmentée anniversaire depuis 2020). Les joueurs y interprètent des pirates de l'espace héroïques dans une galaxie déchirée par la guerre et l'oppression.

## Description de l'univers de jeu
Après avoir éliminé il y a bien longtemps les autres races intelligentes, l'espèce humaine est seule dans une galaxie « qui s'étend et s'épuise à l'infini ». L'âge d'or des découvertes scientifiques et de la colonisation spatiale n'est plus qu'une légende lointaine et le niveau technologique stagne, voir périclite, depuis des millénaires. Pour beaucoup l'humanité est condamnée et ce millénaire est le dernier. 
Quatre grandes nations stellaires se sont imposées et règnent sur un nombre incalculables de systèmes planétaires. La plus ancienne est l'Empire de Sol, un antique empire féodal dominé par une noblesse raffinée mais dont la population est principalement composée de serfs menant une existence misérable. Face à lui se dresse l'Empire galactique, une dictature militaire totalitaire lancée dans une course à l'hégémonie galactique. Ces deux grandes puissances sont enlisées dans une guerre totale qui déchire la galaxie. Entre les deux camps, l'Omni-cartel galactique (OCG), une gigantesque méga-corporation indépendante et contrôlant tout un secteur de la galaxie, sert de lien commercial entre les différentes puissances. Enfin la petite Ligue des planètes libres, une fédération idéaliste de planètes croyant à l'humanisme et au progrès scientifique, tente de survivre face aux visées expansionnistes des deux grands empires, mais sa situation semble bien précaire.
Cependant près de la moitié de la galaxie échappe à l'emprise des quatre nations stellaires. On appelle cet espace les Barrens, et les seigneurs de guerre et pillards sans foi ni loi y règnent en maîtres sur des populations réduites en esclavage.
Quelque part dans un système tenu secret se trouve Havana, la planète refuge des pirates de l'espace. Avec un style rappelant l'âge d'or de la piraterie mâtiné de culture cubaine, leur panache et leur code de conduite les mettent bien au-dessus de simples pillards. Mi-forbans mi-rebelles au grand cœur, ils sont tout à la fois craints, admirés et considérés comme la dernière lueur d'espoir et de rêve dans une galaxie qui semble condamnée.

## Système de règles
Les joueurs interprètent les membres de l'équipage d'un vaisseau de pirates de l'espace. Leurs personnages appartiennent chacun à l'un des six  archétypes de pirates : El Seductor (pirate flamboyant et beau parleur), le navigateur, l'historien (érudit/scientifique), l'ingénieur, le canonnier ou le fusilier de l'espace (spécialiste des abordages) qui définit les compétences auxquelles ils ont accès ainsi qu'un pouvoir spécial. Les règles couvrent en détail les combats terrestres et spatiaux, mais également les aléas des voyages interstellaires.  
Non simulationiste, le système de jeu se veut rapide et cinématique afin de créer une ambiance d'aventures violentes et héroïques. Il fait en particulier appel à deux mécanismes spécifiques : 
- Les points de panache, qui sont attribués à chaque personnage et représentent leur côté héroïque. Ils peuvent être dépensés pour activer leur pouvoir spécial d'archétype, mais également pour réaliser des actions d'éclat, comme continuer à combattre aux portes de la mort ou simplement faire une entrée spectaculaire. Ils peuvent également servir à acheter en cours de partie des événements avantageux, comme rencontrer par hasard une vieille connaissance providentielle ou faire exploser un véhicule adverse qui a pris un tir dans le moteur. Enfin un point de panache sacrifié définitivement permet de sauver un PJ normalement promis à la mort.
- Les dés de Metal Faktor. Il s'agit d'une réserve commune de 50 dés auxquels les PJ ont accès en début de partie et dans laquelle ils peuvent piocher pour augmenter, le temps d'une action, une compétence violente (comme tirer, piloter, intimider...). Le personnage puise alors dans ses réserves de colère et d'énergie pour se surpasser. Cependant les dés utilisés sont récupérés par le Meneur de jeu qui pourra par la suite s'en servir pour aider ses propres PNJ, ou les dépenser en générant une complication pour les joueurs (apparition d'une tempête spatiale, passage d'une patrouille militaire,...).

## Parutions
Les livres de base sont :
- Le Manuel des joueurs (juillet 2009)
- Le Guide du meneur (octobre 2009)
- L'écran du meneur (janvier 2010)

Première série de suppléments : chacun de ces ouvrages contient de nouvelles règles et listes d'équipements, la description détaillée d'une partie de la galaxie, ainsi qu'un épisode de la campagne officielle du jeu : "El Barco del Sol". 
- La Prise et le Profit sur l'OCG (mars 2010)
- La Guerre et la Désolation sur les Barrens (juin 2010)
- Le Roi et le Peuple sur l'Empire de Sol (novembre 2010)
- La Science et l'Infini sur la Ligue des planètes libres (mai 2011)
- Le Fer et le Sang sur l'Empire Galactique (décembre 2011)
- La Belle et la Bête sur le surnaturel et l'évolution de la galaxie à la suite des évènements décrits dans la campagne "El Barco del Sol" (mai 2012)

Nouvelle série de suppléments :
- Les Pirates de l'Espace (mai 2013) : ce supplément plus particulièrement destiné aux joueurs est centré sur le système Havana, ainsi que l'histoire et les traditions pirates
- Les Trésors du Dernier Millénaire (juillet 2014) : supplément thématique abordant l'histoire des anciennes civilisations aliens et la chasse aux trésors

En 2015, un jeu de plateau prenant comme thème l'univers du jeu de rôle a été édité par les Éditions du Matagot. 
En mars 2020, une campagne de financement participatif sur la plateforme Ulule a permis de financer une édition révisée et augmentée des trois ouvrages de base (publiés en 2021), qui restent compatibles avec les suppléments de la première édition.  